# Ringer-Weltmeisterschaften 1989
Die Ringer-Weltmeisterschaften 1989 fanden vom 24. August bis zum 3. September 1989 in Martigny statt. Es wurde sowohl im griechisch-römischen als auch im freien Stil gerungen. Dabei wurden die Ringer je Stilart in jeweils zehn Gewichtsklassen unterteilt, während die Frauen in neun Gewichtsklassen antraten.

## Griechisch-römisch
Die Wettkämpfe im griechisch-römischen Stil fanden vom 24. bis zum 27. August 1989 statt. Von den sowjetischen Ringern, die an den Start gegangen waren, verpasste lediglich Sjarhej Dsjamjaschkewitsch als Fünftplatzierter in der Gewichtsklasse -90 kg einen Medaillenrang.

### Medaillengewinner
| Klasse  | Gold                | Silber               | Bronze               |
| ------- | ------------------- | -------------------- | -------------------- |
| -48 kg  | Oleg Kutscherenko   | Lars Rønningen       | Duk-Yong Gooun       |
| -52 kg  | Alexander Ignatenko | Remzi Öztürk         | An Han-bong          |
| -57 kg  | Emil Iwanow         | Alexander Schestakow | András Sike          |
| -62 kg  | Kamandar Madschydau | Byung-Ho Huh         | Mario Olivera        |
| -68 kg  | Claudio Passarelli  | Ghani Yalouz         | Lewon Dschulfalakjan |
| -74 kg  | Däulet Turlychanow  | Anton Arghira        | Petar Tenew          |
| -82 kg  | Tibor Komáromi      | Michail Mamiaschwili | Magnus Fredriksson   |
| -90 kg  | Maik Bullmann       | Mike Foy             | Roger Gries          |
| -100 kg | Gerhard Himmel      | Julijan Wassilew     | Anatol Fedarenka     |
| -130 kg | Alexander Karelin   | László Klauz         | Tomas Johansson      |

### Medaillenspiegel
| Rang | Land                            | Gold | Silber | Bronze |
| ---- | ------------------------------- | ---- | ------ | ------ |
| 1    | Sowjetunion                     | 5    | 2      | 2      |
| 2    | BR Deutschland                  | 2    | 0      | 1      |
| 3    | Bulgarien                       | 1    | 1      | 1      |
|      | Ungarn                          | 1    | 1      | 1      |
| 5    | Deutsche Demokratische Republik | 1    | 0      | 0      |
| 6    | Südkorea                        | 0    | 1      | 2      |
| 7    | Frankreich                      | 0    | 1      | 0      |
|      | Norwegen                        | 0    | 1      | 0      |
|      | Rumänien                        | 0    | 1      | 0      |
|      | Türkei                          | 0    | 1      | 0      |
|      | Vereinigte Staaten              | 0    | 1      | 0      |
| 12   | Schweden                        | 0    | 0      | 2      |
| 13   | Kuba                            | 0    | 0      | 1      |

## Freistil
Die Wettkämpfe im Freistil fanden vom 1. bis zum 3. September 1989 statt.

### Medaillengewinner
| Klasse  | Gold                | Silber             | Bronze            |
| ------- | ------------------- | ------------------ | ----------------- |
| -48 kg  | Kim Jong-shin       | Li Hak-son         | Gnel Medschlumjan |
| -52 kg  | Walentin Jordanow   | Wladimir Togusow   | Majid Torkan      |
| -57 kg  | Sik-Seung Kim       | Askari Mohammadian | Rumen Pawlow      |
| -62 kg  | John Smith          | Gary Bohay         | Karsten Polky     |
| -68 kg  | Boris Budajew       | Kōsei Akaishi      | Ahmet Çakıcı      |
| -74 kg  | Kenneth Monday      | Arsen Fadsajew     | Lodoin Enchbajar  |
| -82 kg  | Elmadi Schabrailow  | Melvin Douglas     | Alcide Legrand    |
| -90 kg  | Macharbek Chadarzew | James Scherr       | Gábor Tóth        |
| -100 kg | Achmed Atawow       | William Scherr     | Uwe Neupert       |
| -130 kg | Ali Reza Soleimani  | Bruce Baumgartner  | Aslan Chadarzew   |

### Medaillenspiegel
| Rang | Land                            | Gold | Silber | Bronze |
| ---- | ------------------------------- | ---- | ------ | ------ |
| 1    | Sowjetunion                     | 4    | 2      | 2      |
| 2    | Vereinigte Staaten              | 2    | 4      | 0      |
| 3    | Südkorea                        | 2    | 0      | 0      |
| 4    | Iran                            | 1    | 1      | 1      |
| 5    | Bulgarien                       | 1    | 0      | 1      |
| 6    | Japan                           | 0    | 1      | 0      |
|      | Kanada                          | 0    | 1      | 0      |
|      | Nordkorea                       | 0    | 1      | 0      |
| 9    | Deutsche Demokratische Republik | 0    | 0      | 2      |
| 10   | BR Deutschland                  | 0    | 0      | 1      |
|      | Frankreich                      | 0    | 0      | 1      |
|      | Mongolei                        | 0    | 0      | 1      |
|      | Ungarn                          | 0    | 0      | 1      |

## Frauen
Die Wettkämpfe der Frauen fanden vom 24. bis zum 25. August 1989 statt. Es waren 53 Ringerinnen aus 13 Nationen am Start, darunter auch als einzige Deutsche Sandra Schrenker, die den vierten Platz in der Gewichtsklasse -65 kg belegte. Während es in der Gewichtsklasse -57 kg neun Teilnehmerinnen gab, waren es in der Gewichtsklasse -75 kg nur zwei, sodass dort keine Bronzemedaille vergeben wurde.

### Medaillengewinner
| Klasse | Gold                | Silber           | Bronze          |
| ------ | ------------------- | ---------------- | --------------- |
| -44 kg | Shoko Yoshimura     | Yu Hsin Huang    | Trine Strand    |
| -47 kg | Ming-Hsiu Chen      | Tomoko Matsumeda | Sue Roshanzamir |
| -50 kg | Anne Holten         | Asia de Weese    | Martine Poupon  |
| -53 kg | Sylvie van Gucht    | Yu-Ping Chou     | Lotte Søvre     |
| -57 kg | Gudrun Annette Høie | Riyoko Sakae     | Inge Krasser    |
| -61 kg | Jocelyne Sagon      | Ine Barlie       | Kimie Hoshikawa |
| -65 kg | Emmanuelle Blind    | Nina Nilsen      | Akiko Iijima    |
| -70 kg | Georgette Jean      | Leia Kawaii      | Rena Iwama      |
| -75 kg | Miyako Shimizu      | Kirsten Borgen   |                 |

### Medaillenspiegel
| Rang | Land               | Gold | Silber | Bronze |
| ---- | ------------------ | ---- | ------ | ------ |
| 1    | Frankreich         | 4    | 0      | 1      |
| 2    | Norwegen           | 2    | 3      | 2      |
| 3    | Japan              | 2    | 2      | 3      |
| 4    | Taiwan             | 1    | 2      | 0      |
| 5    | Vereinigte Staaten | 0    | 2      | 1      |
| 6    | Schweiz            | 0    | 0      | 1      |